# Minnesota Lynx 2002
La stagione 2002 delle Minnesota Lynx fu la 4ª nella WNBA per la franchigia.
Le Minnesota Lynx arrivarono ottave nella Western Conference con un record di 10-22, non qualificandosi per i play-off.

## Roster
| N° | Naz.                   | Ruolo | Sportivo            | Anno | Alt. | Peso |
| -- | ---------------------- | ----- | ------------------- | ---- | ---- | ---- |
| 3  | Stati Uniti (bandiera) | G     | Shanele Stires      | 1972 | 173  | 68   |
| 8  | Australia (bandiera)   | G     | Kristi Harrower     | 1975 | 163  | 63   |
| 20 | Stati Uniti (bandiera) | A     | Tamika Williams     | 1980 | 188  | 93   |
| 21 | Stati Uniti (bandiera) | G     | Tamara Moore        | 1980 | 180  | 76   |
| 22 | Stati Uniti (bandiera) | G     | Betty Lennox        | 1976 | 173  | 66   |
| 23 | Stati Uniti (bandiera) | G     | Georgia Schweitzer  | 1979 | 183  | 73   |
| 25 | Russia (bandiera)      | A     | Svetlana Abrosimova | 1980 | 188  | 77   |
| 30 | Stati Uniti (bandiera) | G     | Katie Smith         | 1974 | 180  | 82   |
| 31 | Stati Uniti (bandiera) | C     | Michele Van Gorp    | 1977 | 198  | 85   |
| 32 | Stati Uniti (bandiera) | G     | Shaunzinski Gortman | 1979 | 185  | 71   |
| 33 | Stati Uniti (bandiera) | C     | Janell Burse        | 1979 | 196  | 90   |
| 34 | Stati Uniti (bandiera) | A     | Lynn Pride          | 1978 | 188  | 82   |
| 52 | Stati Uniti (bandiera) | A     | Val Whiting         | 1972 | 188  | 86   |

## Staff tecnico
- Allenatori: Brian Agler (6-13), Heidi VanDerveer (4-9)
- Vice-allenatori: Heidi VanDerveer, Kelly Kramer